# Ферплей (Колорадо)
Ферплей (англ. Fairplay) — місто (англ. town) в США, в окрузі Парк штату Колорадо. Населення — 724 особи (2020).

## Географія
Ферплей розташований за координатами 39°13′26″ пн. ш. 105°59′39″ зх. д. / 39.22389° пн. ш. 105.99417° зх. д. (39.223809, -105.994031).  За даними Бюро перепису населення США в 2010 році місто мало площу 2,98 км², з яких 2,96 км² — суходіл та 0,02 км² — водойми.

### Клімат
| Клімат : Ферплей        | Клімат : Ферплей | Клімат : Ферплей | Клімат : Ферплей | Клімат : Ферплей | Клімат : Ферплей | Клімат : Ферплей | Клімат : Ферплей | Клімат : Ферплей | Клімат : Ферплей | Клімат : Ферплей | Клімат : Ферплей | Клімат : Ферплей | Клімат : Ферплей |
| Показник                | Січ.             | Лют.             | Бер.             | Квіт.            | Трав.            | Черв.            | Лип.             | Серп.            | Вер.             | Жовт.            | Лист.            | Груд.            | Рік              |
| Абсолютний максимум, °C | 13,3             | 12,2             | 16,1             | 18,3             | 26,7             | 27,8             | 29,4             | 28,3             | 26,7             | 22,2             | 18,9             | 13,3             | 29,4             |
| Середній максимум, °C   | −0,6             | 1,1              | 3,3              | 7,2              | 12,8             | 19,4             | 21,7             | 20,6             | 16,7             | 10,6             | 3,3              | −0,6             | 9,4              |
| Середній мінімум, °C    | −16,1            | −15              | −11,7            | −7,2             | −2,2             | 1,1              | 3,3              | 3,3              | 0,0              | −5               | −11,1            | −15,6            | −6,1             |
| Абсолютний мінімум, °C  | −32,8            | −38,9            | −34,4            | −27,2            | −13,9            | −7,2             | −3,3             | −5               | −13,3            | −21,7            | −31,1            | −35              | −38,9            |
| Норма опадів, мм        | 16               | 20               | 24               | 27               | 16               | 20               | 45               | 45               | 23               | 19               | 20               | 18               | 293              |
| ----------------------- | ---------------- | ---------------- | ---------------- | ---------------- | ---------------- | ---------------- | ---------------- | ---------------- | ---------------- | ---------------- | ---------------- | ---------------- | ---------------- |
| Джерело:                |                  |                  |                  |                  |                  |                  |                  |                  |                  |                  |                  |                  |                  |

## Демографія
Згідно з переписом 2010 року, у місті мешкало 679 осіб у 297 домогосподарствах у складі 161 родини. Густота населення становила 228 осіб/км².  Було 396 помешкань (133/км²).
Расовий склад населення:
| - 92,6 % — білих - 1,0 % — корінних американців - 0,7 % — чорних або афроамериканців - 0,4 % — азіатів - 1,3 % — осіб інших рас |

До двох чи більше рас належало 3,8 %. Частка іспаномовних становила 6,0 % від усіх жителів.
За віковим діапазоном населення розподілялося таким чином: 25,6 % — особи молодші 18 років, 66,9 % — особи у віці 18—64 років, 7,5 % — особи у віці 65 років та старші. Медіана віку мешканця становила 38,8 року. На 100 осіб жіночої статі у місті припадало 119,0 чоловіків;  на 100 жінок у віці від 18 років та старших — 123,5 чоловіків також старших 18 років.
Середній дохід на одне домашнє господарство  становив 53 859 доларів США (медіана — 42 457), а середній дохід на одну сім'ю — 64 048 доларів (медіана — 52 386). Медіана доходів становила 35 729 доларів для чоловіків та 36 563 долари для жінок. За межею бідності перебувало 5,7 % осіб, у тому числі 3,6 % дітей у віці до 18 років та 7,9 % осіб у віці 65 років та старших.
Цивільне працевлаштоване населення становило 503 особи. Основні галузі зайнятості: мистецтво, розваги та відпочинок — 19,1 %, будівництво — 17,3 %, роздрібна торгівля — 12,9 %, публічна адміністрація — 12,3 %.